# Nikolaj Vasil'evič Gogol'
Nikolaj Vasil'evič Gogol'-Janovskij (in russo Николай Васильевич Гоголь-Яновский? ; in ucraino Микола Васильович Гоголь-Яновський?, Mykola Vasyl'ovyč Hohol'-Janovs'kyj; Velyki Soročynci, 1º aprile 1809 – Mosca, 4 marzo 1852) è stato uno scrittore e drammaturgo russo.
Gogol' è considerato uno dei grandi della letteratura russa. Già maestro del realismo, si distinse per la grande capacità di raffigurare situazioni satirico-grottesche sullo sfondo di una desolante mediocrità umana, o di quella che è stata definita pošlost' (in russo пошлость?) con uno stile visionario e fantastico tanto da essere definito da molti critici un precursore del realismo magico. Tra le opere più significative si ricordano i racconti Taras Bul'ba (1834) e Arabeschi (1835), la commedia L'ispettore generale (1836), la raccolta Racconti di Pietroburgo (1842) (in realtà cinque racconti accomunati dall'ambientazione nella capitale e nati dall'esperienza dell'autore in essa, ma soltanto successivamente riuniti in una raccolta dai critici) e il romanzo Le anime morte (1842). Gogol' è considerato il più grande utilizzatore dello skaz, la riproduzione di una narrazione orale. Lui stesso ha creato una particolare forma di skaz con esclamazioni e giochi di parole.

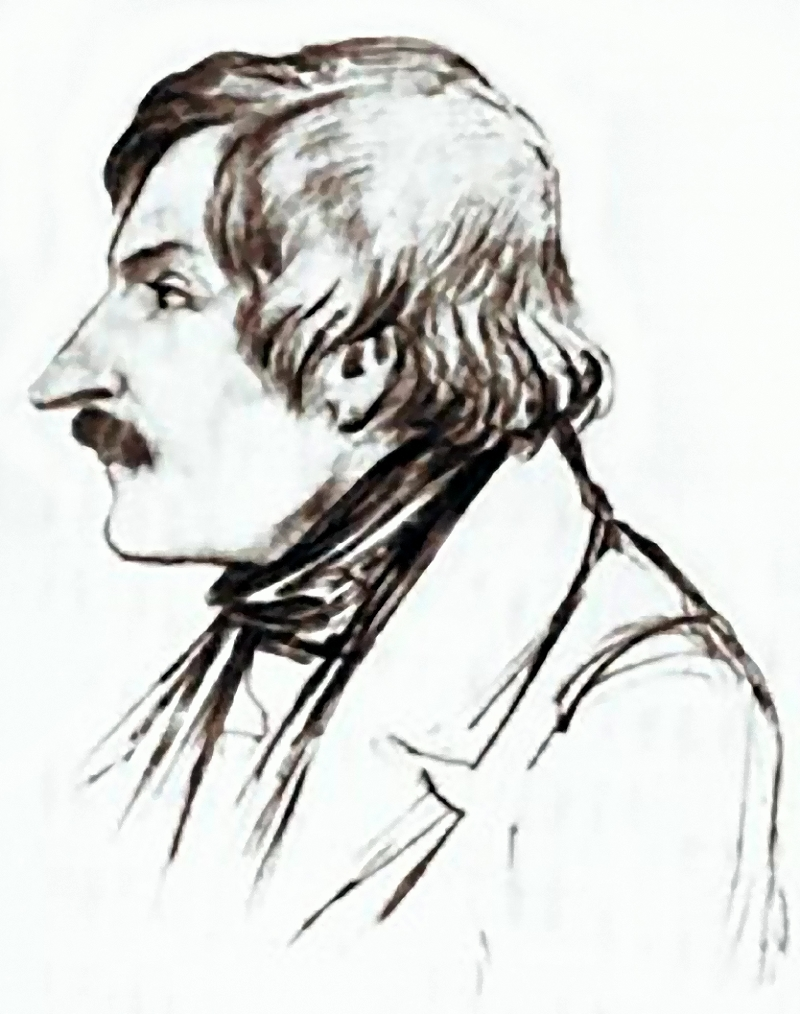
Altra immagine di Gogol'

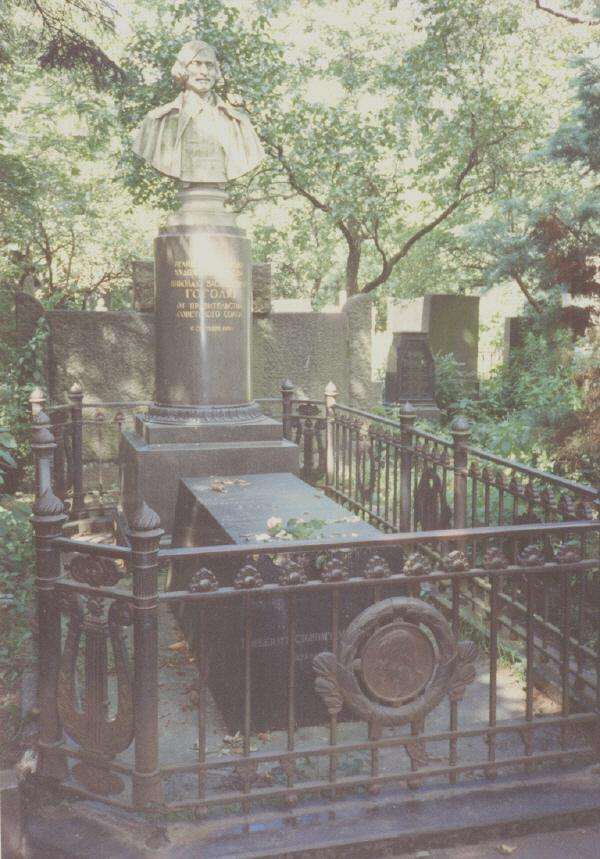
Tomba di Nikolaj Gogol' nel cimitero di Novodevičij a Mosca

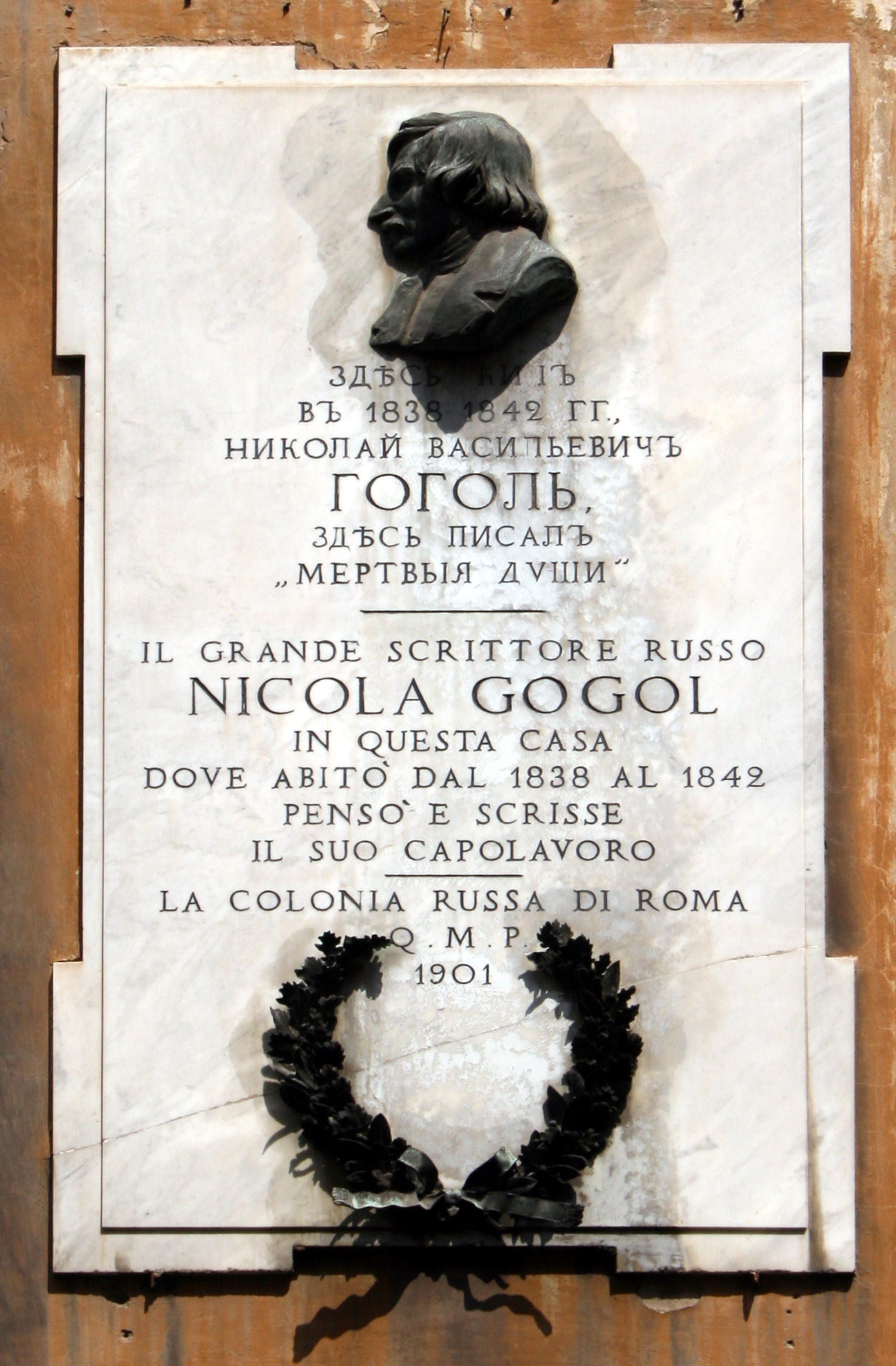
Targa dedicata a Gogol' in Via Sistina 125 a Roma

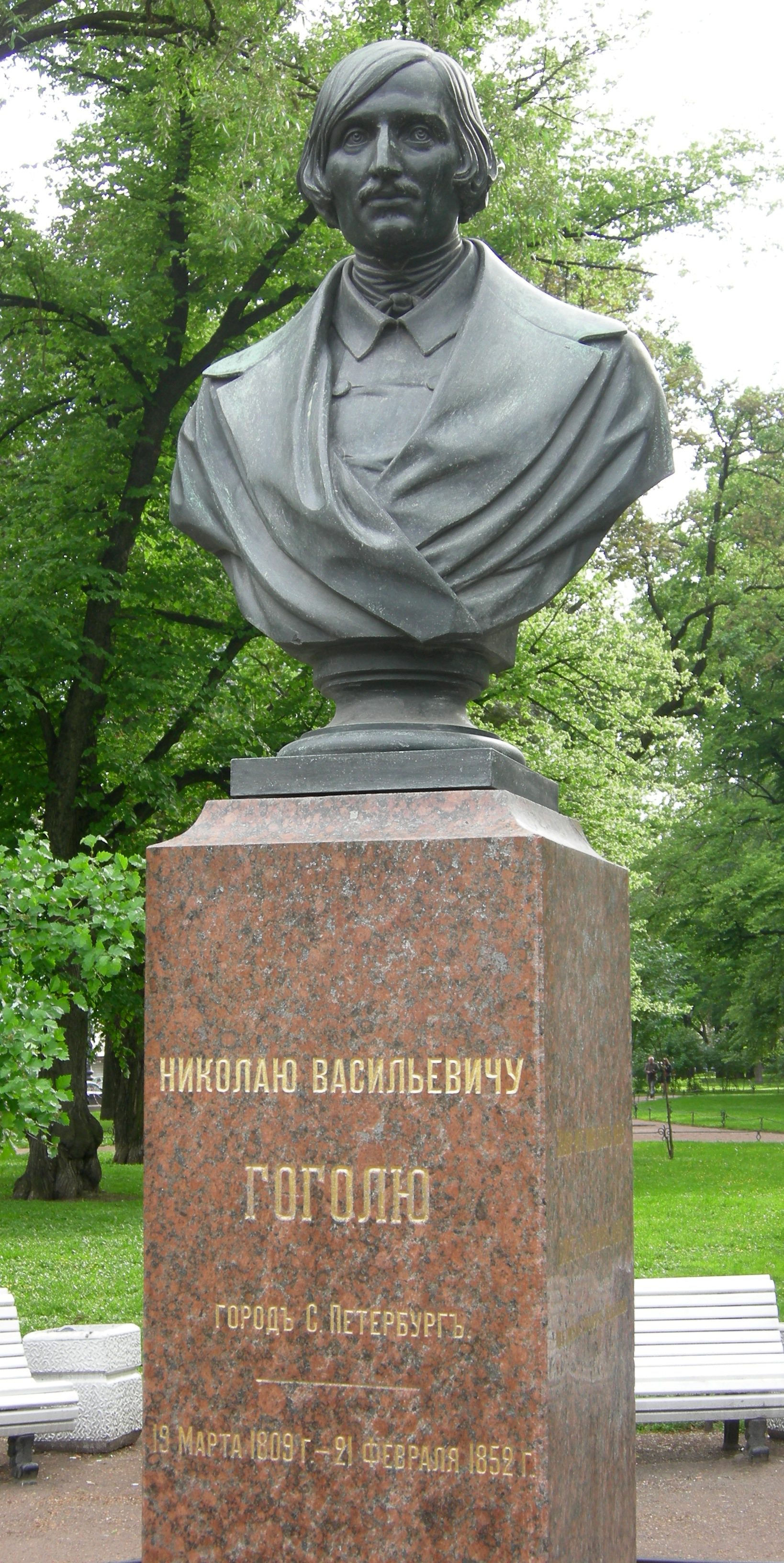
Busto di Gogol' a San Pietroburgo

## Biografia
Mykola Vasil'evič Gogol' nacque il 1º aprile 1809 a Velyki Soročynci, villaggio nell'oblast' di Poltava, governatorato russo nell'attuale Ucraina, da una famiglia di piccoli proprietari terrieri della nobiltà russa. Il padre fu scrittore di commedie in russo e in ucraino, mentre la madre era una donna austera dalla forte personalità e una fervente religiosa. Gogol' crebbe a Vasilevka, presso una delle proprietà del padre.
Studiò dapprima a Poltava e poi a Nižyn; venne ammesso nel 1821 al liceo, dove iniziò i suoi studi letterari. Durante gli anni del liceo si dedicò anche alla recitazione, sua passione poi abbandonata per intraprendere la carriera lavorativa. Iniziò a scrivere ufficialmente nel 1825. Tra i racconti più significativi di questi anni vi sono: I masnadieri, una tragedia andata perduta, I fratelli Tverdislavič e Qualcosa su Nežin, ovvero per gli stupidi la legge non è scritta. Nel 1828 concluse gli studi e trasferitosi a Pietroburgo intraprese una carriera di burocrate mantenendo viva la passione per la letteratura.
Nel 1829, assunto lo pseudonimo di V. Alov, pubblicò il Ganc Kjuchel'garten, idillio in versi iniziato nel 1827, subito stroncato dalla critica. In reazione alle critiche negative, Gogol' comprò tutte le copie della rivista su cui era stata pubblicata la sua opera e le bruciò. Partì allora per l'estero, visitò la Germania, specialmente Lubecca e Amburgo nel 1829; durante il suo viaggio incorse in alcune difficoltà economiche che lo costrinsero a chiedere l'aiuto della madre. Tornò a Pietroburgo e si occupò degli immobili pubblici, prima, e dei beni patrimoniali, poi.
Nel 1831 conobbe il poeta Aleksandr Puškin e nello stesso anno pubblicò la prima opera di successo, Veglie alla fattoria presso Dikan'ka, compredente i racconti: La fiera di Soročincy, La sera della vigilia di Ivan Kupalo, La notte di maggio o L'annegata, Il messaggio scomparso. Nel 1832 pubblicò il secondo volume delle Veglie alla fattoria presso Dikan'ka (La notte prima di Natale, La terribile vendetta, Ivan Fëdorovič Špon'ka e la sua zietta, Il posto incantato) e, durante un suo soggiorno a Mosca, conobbe molti intellettuali quali Michail Petrovič Pogodin, Sergej Timofeevič Aksakov e Michail Nikolaevič Zagoskin. Nel 1834 fu nominato professore aggiunto di Storia all'Università di Pietroburgo. Nel 1835 pubblica gli Arabeschi, La prospettiva, Il ritratto e Mirgorod, una raccolta di racconti in due parti; inoltre "per motivi organizzativi" non gli fu rinnovato l'incarico di professore (attività in cui, comunque, non eccelleva e che non gradiva particolarmente. Le sue lezioni erano definite «noiose» dagli allievi, e lo stesso Gogol' disse: «ignorato sono salito sulla cattedra, e ignorato ne discendo»), così, nel 1836, si dedicò febbrilmente alla produzione di racconti, pubblicati sul Sovremennik (Il contemporaneo). Tra questi racconti spiccano: Il calesse, Il mattino di un funzionario, Il revisore e l'articolo Della letteratura nelle riviste del 1834-1835. Benché accolti favorevolmente da una piccola parte della critica (tra cui vi era Belinskij), specialmente Il Revisore viene attaccato dalla maggior parte dei critici, in particolar modo da quelli schierati politicamente a sinistra. In aprile va in scena L'ispettore generale, che costituì uno snodo importante nella sua vita. Deluso infatti per il magro successo della commedia a Pietroburgo, al quale comunque fece da contraltare il buon responso moscovita, Gogol' decise di mettersi in viaggio verso l'Europa, dove soggiornò a lungo.
Partito per la Svezia, passò poi per la Germania, visitando città come Aquisgrana, Düsseldorf e Brema. Giunge anche in Svizzera in agosto, dove, a Vevey, riprende a scrivere Le anime morte. In ottobre esce il racconto Il naso, che precede la partenza per Parigi, dove incontra il poeta polacco Adam Mickiewicz. Nel marzo 1837 inizia a studiare la lingua italiana in occasione del suo soggiorno in Italia. Vive a Roma in via Sant'Isidoro n. 17 e frequenta diversi scrittori russi residenti nella città, specialmente Ivanov e Šapovalov. Conosce il letterato Pagodin e Giuseppe Gioachino Belli. Torna a Mosca nel 1839. Nel 1842 pubblica Il cappotto e sulla rivista Moskvitjanin ("Il moscovita") la novella Roma e inizia la pubblicazione de Le anime morte. In ottobre torna a Roma e affitta una casa nei pressi della precedente, in via Felice n. 126.
Tornato a San Pietroburgo nel dicembre, scrive e mette in scena l'opera Il matrimonio. Nel 1843 pubblica in quattro volumi tutte le sue opere, che comprendono anche Il cappotto, poi ritorna in Germania, a Düsseldorf, dove abita con il poeta Vasilij Žukovskij. L'anno seguente va in scena La lite.
Nel 1845 si ammala a Francoforte e si trasferisce prima a Praga, poi torna nuovamente a Roma, dove continua il lavoro del secondo volume de Le anime morte. Pubblica i Brani scelti della corrispondenza con gli amici e diventa amico del religioso Matvej Konstantinovskij, che finisce per aggravare la sua nevrosi. Nel 1848 visita Malta, Costantinopoli, Gerusalemme e Odessa; torna a Mosca in settembre, dove incontra il drammaturgo Aleksandr Ostrovskij. Nella notte tra l'11 e il 12 febbraio 1852 brucia la seconda parte de Le anime morte a causa di una crisi religiosa derivata dal contrasto presente dentro di lui: da una parte v'è il desiderio di comprensione cristiana verso gli altri, dall'altra il desiderio di sottoporre a dura satira i costumi della società russa.
Indebolito da lunghi periodi di digiuno e di penitenza, muore di inedia il 4 marzo 1852. Viene sepolto quattro giorni dopo nel Monastero di San Danilo. La sua tomba era contrassegnata da una grande pietra (Golgota), sormontata da una croce ortodossa. Nel 1931, le autorità di Mosca decisero di demolire il monastero e fecero trasferire i resti di Gogol al cimitero di Novodevičy. 
Il suo corpo è stato scoperto sdraiato a faccia in giù, il che ha dato origine alla storia che Gogol' fosse stato sepolto vivo (Gogol' soffriva di tafofobia). Le autorità hanno spostato la pietra del Golgota nella nuova tomba, ma hanno rimosso la croce; nel 1952 i sovietici sostituirono la pietra con un busto di Gogol'. La pietra è stata successivamente riutilizzata per la tomba dell'ammiratore di Gogol' Michail Bulgakov. Nel 2009, in occasione del bicentenario della nascita di Gogol', il busto è stato spostato al museo del cimitero di Novodevičij e la pietra originale del Golgota è stata restituita, insieme a una copia della croce ortodossa originale.. A Gogol' è stato intitolato il cratere Gogol, sulla superficie di Mercurio.

## L'opera
Il significato dell'opera gogoliana è stato a lungo oggetto di dibattito. Due sono le correnti di pensiero principali: quella sostenuta dalla critica russa "classica", capeggiata da Belinskij e quella formalista di Ejchenbaum. La prima tende a vedere nelle opere di Gogol' uno stile tendenzialmente realista sottolineato da una componente filantropica che, secondo Belinskij, costituirebbe il fulcro della letteratura di Gogol'.
I formalisti, attenendosi strettamente al testo delle opere, sostengono che in Gogol' vi sia solo un'esagerata iperbolizzazione del paradosso, del grottesco, ottenuta attraverso procedimenti linguistici semantici e fonici. Secondo quest'ultima tesi non solo Gogol' non può essere considerato né un realista né un filantropo, ma egli si dimostra al contrario autore in grado di creare ilarità anche durante momenti narrativi melodrammatici.
Fondamentale è l'influenza di quest'autore su tutta la letteratura russa successiva. Dostoevskij affermerà, riferendosi alla propria generazione di intellettuali e narratori, che "siamo tutti usciti da Il cappotto di Gogol'".

## Le anime morte

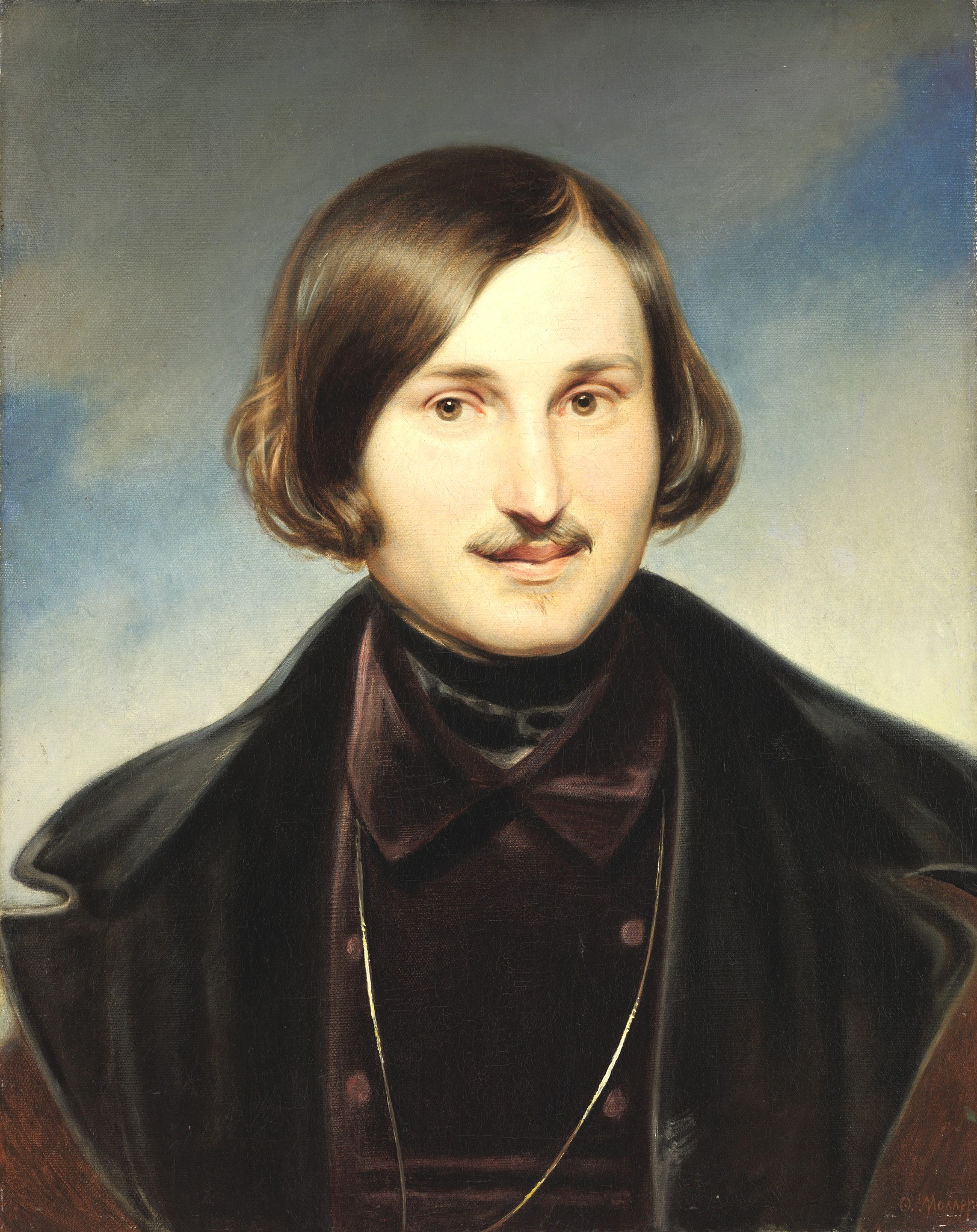
Gogol' ritratto da Moller, 1840, Galleria Tret'jakov

Gogol' comincia la stesura del primo volume de Le anime morte verso la metà del 1835 e finisce alla fine del 1841. Il libro esce nel maggio del 1842, con il titolo Le avventure di Čičikov. Il cambiamento del titolo e qualche altra modifica erano stati imposti dalla commissione di censura di Pietroburgo, dopo che quella moscovita (alla quale Gogol' aveva sottoposto, in un primo momento, il manoscritto) non aveva concesso il visto, dal momento che l'anima è immortale e perciò non possono esistere anime morte.
È un'opera davvero tormentata, incompiuta a causa della prematura morte dell'autore. L'opera risulta essere un realistico e preciso dipinto della Russia contadina e zarista, tutta imbrigliata in un complicatissimo apparato burocratico ereditato dalle riforme di Pietro il Grande. L'intenzione dell'autore era quella di realizzare, più che un romanzo, un vero e proprio poema: affascinato e colpito in modo eccezionale dalla lettura di Dante durante il suo soggiorno in Italia, Gogol' voleva realizzare un'opera in tre libri, tutta improntata al vero spirito russo. Essa contiene in sé veri e propri momenti lirici enfatizzati dal romanticismo di Gogol'. Il realismo di Gogol', con un'ironia di stampo "petroniano", raggiunge livelli mai visti prima.

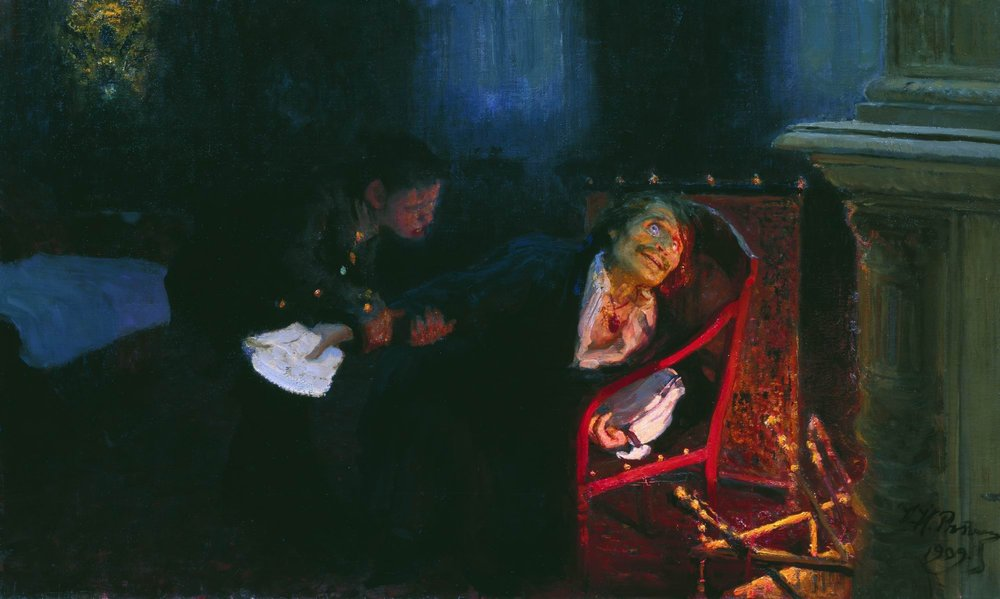
Gogol' brucia il manoscritto della seconda parte di "Le anime morte", dipinto di Repin, 1909

A ragione Dostoevskij individuerà in lui il padre della letteratura russa che tanto successo ebbe nella seconda metà dell'Ottocento. Il romanzo presenta una sfilza di personaggi provenienti da ogni classe sociale, privi di ogni spirito etico, tutti protesi verso piaceri e ricchezze: la cultura europea aveva grandemente influenzato il modo di vivere dei russi. Tale aridità spirituale si concretizza nella persona del protagonista del romanzo Čičikov. Cacciato dall'amministrazione pubblica una prima volta per concussione e una seconda per collusione coi contrabbandieri, Čičikov, deciso ad arricchirsi con ogni mezzo, scopre di poter ottenere prestiti bancari dallo Stato sulla garanzia dei servi della gleba - le anime, in linguaggio burocratico - da lui posseduti. Non avendone affatto, si mette in viaggio nelle province per cercare quei proprietari terrieri a cui, dopo il precedente censimento, siano morti dei servi sui quali pagano ancora le tasse e sui quali dovranno pagarle fino al censimento seguente. Nonostante le diverse reazioni, tutti accettano di vendergli le loro "anime morte", definizione comunemente data ai servi della gleba defunti, da cui il titolo del libro e da cui l'inconsistenza della motivazione della censura moscovita. Le vicissitudini dei contatti preliminari, delle diverse compravendite, delle conseguenze, consentono all'autore di costruire una galleria di personaggi nessuno o quasi dei quali sia esente da difetti, disonestà e corruzione.
Ancora una volta richiamando Petronio, si può dire che solo attraverso una commedia satirica Gogol' permette al lettore di trovarsi faccia a faccia con questa realtà eticamente spoglia, in tal modo evidenziandone tutti i guasti e i difetti.

## Opere
- Hans Küchelgarten (1827-28, poemetto giovanile)
- Italia (1829)
- Panorama delle lettere russe della seconda metà del 1829 e la prima del 1830 (1830)
- Un capitolo del romanzo storico (1830)
- Devo vedere il colonnello (1830)
- Il diavolo zoppo (1830-31, frammento)
- Alcuni pensieri sull'insegnamento della geografia ai bambini (1831)
- Il maestro (capitolo della novella piccolorussa "Il cinghiale terribile", 1831)
- Sulla donna (1831)
- Il successo dell'ambasciata (secondo frammento de "Il cinghiale terribile", 1831)
- Veglie alla fattoria presso Dikan'ka (1831)
  - Prefazione alla prima parte
  - La fiera di Soročincy (1829-31)
  - Bisavrjùk ovvero La sera della vigilia di Giovan Battista (1829-30)
  - La notte di maggio ovvero L'annegata (1830-31)
  - Il dispaccio smarrito (1829-31)
  - Prefazione alla seconda parte
  - La notte prima di Natale (1830-32)
  - La terribile vendetta (1831)
  - Ivàn Fëdorovič Špon'ka e la sua zietta (1831-32)
  - Il posto incantato (1829-30)
- Alcuni capitoli di una novella incompiuta (1831-32, ma ritrovati nel 1855)
- Il bandurista insanguinato (capitolo del romanzo, 1832)
- Notti alla villa (1839, ritrovato nel 1854)
- La mano terribile... (frammento)
- Il fanale si spegneva... (frammento)
- La pioggia era persistente... (1833, frammento)
- Rudokopov (1833, frammento)
- Semën Semënovič Bàtjušek (1835, frammento pubblicato postumo nel 1892)
- 1834 (frammento pubblicato nel 1856)
- Taras Bul'ba (1834)
- Mìrgorod (1835)
  - Proprietari di vecchio stampo, tradotto anche come Piccolo mondo antico (1832-34, racconto)
  - Taràs Bul'ba (1835, 1842 e 1852)
  - Vij (1833-35, racconto)
  - Storia del litigio tra Ivàn Ivànovič e Ivàn Nikìforovič, tradotto anche come Una vecchia amicizia troncata (1834, racconto)
- Le ragazze Čablov (1839, frammento)
- Racconti di Pietroburgo (1842)
  - La Prospettiva Nevskij (Невский проспект, Nevskij prospekt, tradotto anche come Corso Nevskij) (1833-35)
  - Il naso (1832-36)
  - Il ritratto (1833-42)
  - Il cappotto, tradotto anche come L'uniforme, La mantella o Il pastrano (1842)
  - Le memorie di un pazzo (1834-35)
- Novella italiana ovvero Annunziata ovvero Roma (1838-42)
- Arabeschi (1835)
  - Prefazione (1834)
  - La scultura, la pittura e la musica (1831)
  - Sul Medioevo (1835)
  - Sull'insegnamento della storia universale (1832)
  - Uno sguardo al formarsi della Piccola Russia (1832)
  - Qualche parola su Puškin (1832)
  - Sull'architettura dei nostri tempi (1831)
  - Al-Mamun (profilo storico) (1834)
  - La vita (1831-34)
  - Schlözer, Müller e Herder (1832-34)
  - Sui canti della Piccola Russia (1834)
  - Pensieri sulla geografia (per l'infanzia) (1829-31)
  - L'ultimo giorno di Pompei (di Karl Brjullov) (1834)
  - Sul moto dei popoli alla fine del secolo V (1834)
- I fidanzati ovvero Il matrimonio (1835, teatro)
- L'ispettore generale (1836, teatro, conosciuto anche come Il revisore), con le appendici:
  - Lettera dell'autore a un letterato poco dopo la prima (1841)
  - Due scene secluse (pubblicate nel 1842)
  - Avvertenza (1846)
  - Avvertenza per coloro che desiderino recitare come si deve il «Revisore» (1846, pubblicato nel 1886)
  - Epilogo al «Revisore» (1846)
  - Supplemento alla conclusione del «Revisore» (1847)
- Articoli, racconti e opere teatrali da «Sovremennik»
  - La mattina di un uomo d'affari (1836, teatro)
  - Sul movimento della letteratura su riviste negli anni 1834 e 1835 (1836)
  - Memorie pietroburghesi per l'anno 1836 (1837)
- All'uscita del teatro dopo la rappresentazione di una nuova commedia (1842)
- I giocatori (1843, teatro)[16]
- Il Vladimir di III grado (1832-42, frammento di teatro)
  - La causa (1840, frammento di teatro)
  - L'anticamera (1839-40, frammento di teatro)
  - Una stanza nella casa di Mar'ja Aleksàndrovna (1840, frammento di teatro)
- Al'fred (1835-56, frammento di teatro)
- Baskakov... ovvero Frammenti di un dramma ignoto (pubblicati nel 1881)
- Appunti per un dramma di storia ucraina (1838-39, frammenti di teatro pubblicati nel 1861)
- Passi scelti della corrispondenza con amici (1847)
  - Prefazione (1846)
  - Testamento (1845)
  - La donna nel mondo (1847)
  - Il senso delle malattie (1847)
  - Che cos'è la parola (1844)
  - Le pubbliche letture dei poeti russi (1847)
  - Sui soccorsi agli indigenti (1847)
  - A proposito dell'«Odissea» tradotta sa Žukovskij (1846)
  - Qualche parola sulla nostra chiesa e sul nostro clero (1847)
  - Sul medesimo argomento (1847)
  - Sul lirismo dei nostri poeti (1845)
  - Le controversie (1847)
  - Il cristiano va avanti (1847)
  - Karamzìn (1845)
  - Riguardo al teatro e all'unilateralità (1846)
  - Le materie per un poeta lirico nell'epoca attuale (1844)
  - Consigli (1847)
  - I lumi (1847)
  - Quattro lettere a differenti destinatari a proposito delle «Anime morte» (1847)
  - Bisogna amare la Russia (1847)
  - Bisogna viaggiare attraverso la Russia (1847)
  - Che cos'è una governatoressa (1846)
  - Il possidente russo (1847)
  - Ivanov, il pittore storico (1847)
  - Cosa può essere una moglie per un marito nel presente della Russia (1844)
  - Dell'amministrazione della giustizia in un paese rurale (1847)
  - I timori e gli orrori della Russia (nell'ed. 1867)
  - A un amico miope (1847)
  - A uno che occupa un posto importante (nell'ed. 1867)
  - Chi abbia al mondo un destino più alto (1847)
  - Un viatico (1847)
  - Su essenza e particolarità della poesia russa (1845)
  - La radiosa resurrezione (1847)
- La confessione dell'autore (1847, pubblicata nel 1855)
- Le anime morte (1835-52)
  - parte prima: 11 capitoli (1842)
  - Prefazione alla seconda edizione (1844)
  - Racconto del capitan Kopejkin (1889, parte di «Anime morte» censurata)
  - parte seconda: 5 capitoli (postuma)
- Borìs Godunòv. Un poema di Puškin (postumo, 1881)
- Della poesia di Kozlòv (postumo, 1890)

## Film
Da Taras Bul'ba:
- Taras Bulba (Tarass Boulba), regia di Alexis Granowsky (1936)
- Taras il magnifico (Taras Bulba), regia di John Lee Thompson del (1962)
- Taras Bulba il cosacco, regia di Ferdinando Baldi e con Vladimir Medar, Lorella De Luca e Fosco Giachetti (1963)
- Taras Bulba, regia di Vladimir Bortko (2009)

Da altre opere:
- Il cappotto, regia di Alberto Lattuada (1952)
- Gli anni ruggenti, regia di Luigi Zampa (1962), ispirato alla commedia L'ispettore generale